# Montreal (Agglomeration)
Die Agglomeration Montreal (französisch Agglomération de Montréal) ist ein Gemeindeverband im Süden der kanadischen Provinz Québec.
Sie ist deckungsgleich mit einer der 17 Verwaltungsregionen (régions administratives) der Provinz. Darüber hinaus ist sie die zweitkleinste und bevölkerungsreichste Region und erfüllt die Funktion einer regionalen Grafschaftsgemeinde. Sitz der Verwaltung ist Montreal.
Die Einwohnerzahl beträgt 1.942.044 (Stand: 2016).
2011 betrug die Einwohnerzahl 1.958.257 und die Landfläche 498,2 km², was einer Bevölkerungsdichte von 3930,8 Einwohnern je km² entsprach. 63,8 % der Einwohner sprachen Französisch und 22,5 % Englisch als Hauptsprache.
Im Süden und Osten grenzt die Agglomeration Montreal an die Region Montérégie, im Westen an Laurentides, im Norden an Laval und Lanaudière.

## Geschichte
Am 1. Januar 2002 wurden 27 bisher eigenständige Gemeinden auf der Île de Montréal unter dem Motto «Une île, une ville» („Eine Insel, eine Stadt“) mit Montreal fusioniert. Besonders in Gemeinden mit einem hohen Anteil an Englischsprachigen regte sich Widerstand, da diese Maßnahme von der Provinzregierung der separatistischen Parti Québécois angeordnet worden war. Als 2003 die Parti libéral du Québec wieder die Regierung stellte, versprach sie, die Fusionen rückgängig zu machen.
In 22 der 27 ehemaligen Gemeinden fanden am 20. Juli 2004 Referenden statt, in 15 Gemeinden wurde die Trennung von Montreal angenommen. Es handelte sich hauptsächlich um Gemeinden im Westen der Insel, aber auch um einige Enklaven innerhalb der Stadt. Allerdings erhielten die Gemeinden nicht ihre volle Eigenständigkeit zurück, sondern mussten zahlreiche Kompetenzen an den Gemeindeverband abtreten, der am 1. Januar 2006 gegründet wurde.

## Gliederung
Die Agglomeration Montreal umfasst folgende Gemeinden auf dem Hochelaga-Archipel im Sankt-Lorenz-Strom:
- Baie-D’Urfé
- Beaconsfield
- Côte-Saint-Luc
- Dollard-Des Ormeaux
- Dorval
- Hampstead
- Kirkland
- L’Île-Dorval
- Mont-Royal
- Montreal
- Montréal-Est
- Montréal-Ouest
- Pointe-Claire
- Sainte-Anne-de-Bellevue
- Senneville
- Westmount

## Agglomerationsrat
Der Agglomerationsrat besteht aus 31 Mitgliedern:
- Bürgermeister von Montreal (zugleich Präsident)
- 15 Mitglieder des Stadtrates von Montreal
- 14 Bürgermeister der übrigen Gemeinden (Dorval und L’Île-Dorval entsenden einen gemeinsamen Vertreter)
- 1 Mitglied des Stadtrates von Dollard-Des Ormeaux

Die Vertreter Montreals werden vom Bürgermeister der Stadt ernannt, der Bürgermeister von Dollard-Des Ormeaux ernennt ebenfalls ein Mitglied. Montreal verfügt mit insgesamt 16 Vertretern über die Mehrheit der Sitze.